# Fly Jamaica Airways
Fly Jamaica Airways – nieistniejąca jamajska linia lotnicza z siedzibą w Kingston, głównym portem lotniczym jest Port lotniczy Kingston-Norman Manley. Linia wykonywała loty do USA i Kanady. Przewoźnik zakończył działalność dnia 31 marca 2019 w wyniku problemów finansowych oraz straty samolotu.

## Flota
Flota Fly Jamaica Airways w dniu zakończenia działalności:
| Model            | Ilość | Zamówienia |
| ---------------- | ----- | ---------- |
| Boeing 767-300ER | 1     | 0          |

Wcześniej linia posiadała też samolot Boeing 757-23N, który został utracony w wyniku wypadnięcia z pasa podczas awaryjnego lądowania w Georgetown.